# Єпархія Аполонід
Єпархія Аполлоніади (на латині Dioecesis Apolloniensis) - закритий престол Константинопольського патріархату і титулярний престолом католицької церкви.

## Історія
Аполлоніада, яку можна ототожнити з руїнами біля озера Улуабат на території сучасної Туреччини, є стародавнім єпископством римської провінції Віфінія в цивільній єпархії Понт. Вона входила до Константинопольського патріархату і була суфраганною Нікомедійської архієпархії.
Єпархія зафіксована в Notitiae Episcopatuum Константинопольського патріархату до XV століття. На соборах 680 і 692 єпископи підписували акти з титулом episcopi Theotocianorum civitatis.
Серед відомих єпископів Аполлоніади є два святих: Марк, згаданий у грецькому Менологу 25 червня, який зазнав мученицької смерті через побиття камінням; і Нікета, ісповідник віри, який зазнав гонінь від противників культу образів і згадується в римському мартирологі 20 березня.
Відомі й інші єпископи цієї стародавньої єпархії. Горгоній (Gorgonios Apolloniados) був серед батьків першого Вселенського собору, який відбувся в Нікеї в 325 році. Євгеній (Євгеній Аполлоніад) брав участь в Ефеському соборі в 431 році. Павло відвідав Константинопольський синод 22 листопада 448 р., під час якого архімандрит Євтихій був засуджений; той же єпископ взяв участь 13 квітня наступного року в новому Синодальному засіданні, де на прохання імператора Феодосія II було підтверджено засудження Євтихія.
Ціріако, єпископ Аполлоніади, підписав синодальний указ Геннадія I Константинопольського проти симонійців приблизно в 458/459 р. Анастасій брав участь у третьому Константинопольському соборі 680 року. Сімеон був присутній на соборі в Трулло в 692 році. Феофілак був присутній на другому Нікейському соборі 787 року.
Анонімний єпископ Аполлоніади, іконоборець, зафіксований у житті святого Петра Атроанського близько 832 року. Нарешті Михайло брав участь у Константинопольському соборі 879-880 рр., який реабілітував патріарха Фотія.
З 1933 року Аполлоніада входить до числа титульних єпископських престолів Католицької Церкви; місце було вакантним з 9 лютого 1968 року. Титул було присвоєно трьом єпископам: П'єтер Дема, єпискоуп в Албанії; Миколі Елько, апостольському екзарху для вірних русинів, які проживають у Сполучених Штатах Америки; та Енріко Петріллі, єпископу-помічнику Сієни.

## Хронотаксис

### Грецькі єпископи
- Святий Марк †
- Горгоній † (згадується в 325 р.)
- Євгеній † (згадується в 431 р.)
- Павло † (до 448 - після 449)
- Сіріако † (згадується близько 458/459 р.)
- Анастасій † (згадується в 680 р.)
- Симеон † (згадується 692 р.)
- Феофілак † (згадка 787 р.)
- Святий Нікета † (VIII / IX ст.)
- Анонім † (згадується в 832 р.)
- Михаїл † (згадується в 879 р.)

### Титулярні єпископи
- П'єтер Дема † (помер 27 січня 1952 — 28 січня 1955)[11]
- Микола Елько † (5 лютого 1955 — 6 липня 1963 призначений гепархом Піттсбурга)
- Енріко Петріллі † (помер 2 вересня 1963 — 9 лютого 1968)

## Примітка
1. ↑  Jean Darrouzès, Notitiae episcopatuum Ecclesiae Constantinopolitanae. Texte critique, introduction et notes, Paris, 1981, indice p. 484, voce Apollonias, Bithynia.
2. ↑  Niketas, in Prosopographie der mittelbyzantinischen Zeit, Berlin-Boston, 2013, nº 5442.
3. ↑  Heinrich Gelzer, Patrum Nicaenorum nomina, Leipzig 1898, p. LXIV, nº 198.
4. ↑  Concilium universale Chalcedonense. Volumen primum, pars prima: Epistolarum collectiones, Actio prima, edidit Eduardus Schwartz, «Acta Conciliorum Oecumenicorum», II/1.1, Berlino-Lipsia, 1933, p. 146, nº 14; p. 148, nº 20.
5. ↑  Giovanni Domenico Mansi, Sacrorum Conciliorum nova et amplissima collectio, vol. VII, col. 917-918 C.
6. ↑  Anastasios, in Prosopographie der mittelbyzantinischen Zeit, Berlin-Boston (2013), nº 240/corr.
7. ↑  Concilium Constantinopolitanum a. 691/2 in Trullo habitum, edidit Heinz Ohme, «Acta Conciliorum Oecumenicorum», series II, vol. II/1, Berlino-Boston 2013, p. 73, nº 97.
8. ↑  Jean Darrouzès, Listes épiscopales du concile de Nicée (787), in Revue des études byzantines, 33 (1975), p. 36.
9. ↑  Anonymus, in Prosopographie der mittelbyzantinischen Zeit, Berlin-Boston (2013), nº 11569.
10. ↑  Michael, in Prosopographie der mittelbyzantinischen Zeit, Berlin-Boston, 2013, nº 25119.
11. ↑  Di questo vescovo non esiste la nomina negli Acta Apostolicae Sedis; al momento del decesso (AAS 47 (1955), p. 160), viene indicato come "vescovo titolare di Apollonide".

## Зовнішні посилання
- (англ.) La sede titolare su Catholic Hierarchy
- (англ.) La sede titolare su Gcatholic